# Epelis
Epelis là một chi bướm đêm thuộc họ Geometridae.

## Các loài
- Epelis truncataria (Walker, 1862)